# Hemixantha gracilis
Hemixantha gracilis är en tvåvingeart som beskrevs av Willi Hennig 1937. Hemixantha gracilis ingår i släktet Hemixantha och familjen Richardiidae.
Artens utbredningsområde är Peru. Inga underarter finns listade i Catalogue of Life.